# 日生諸島

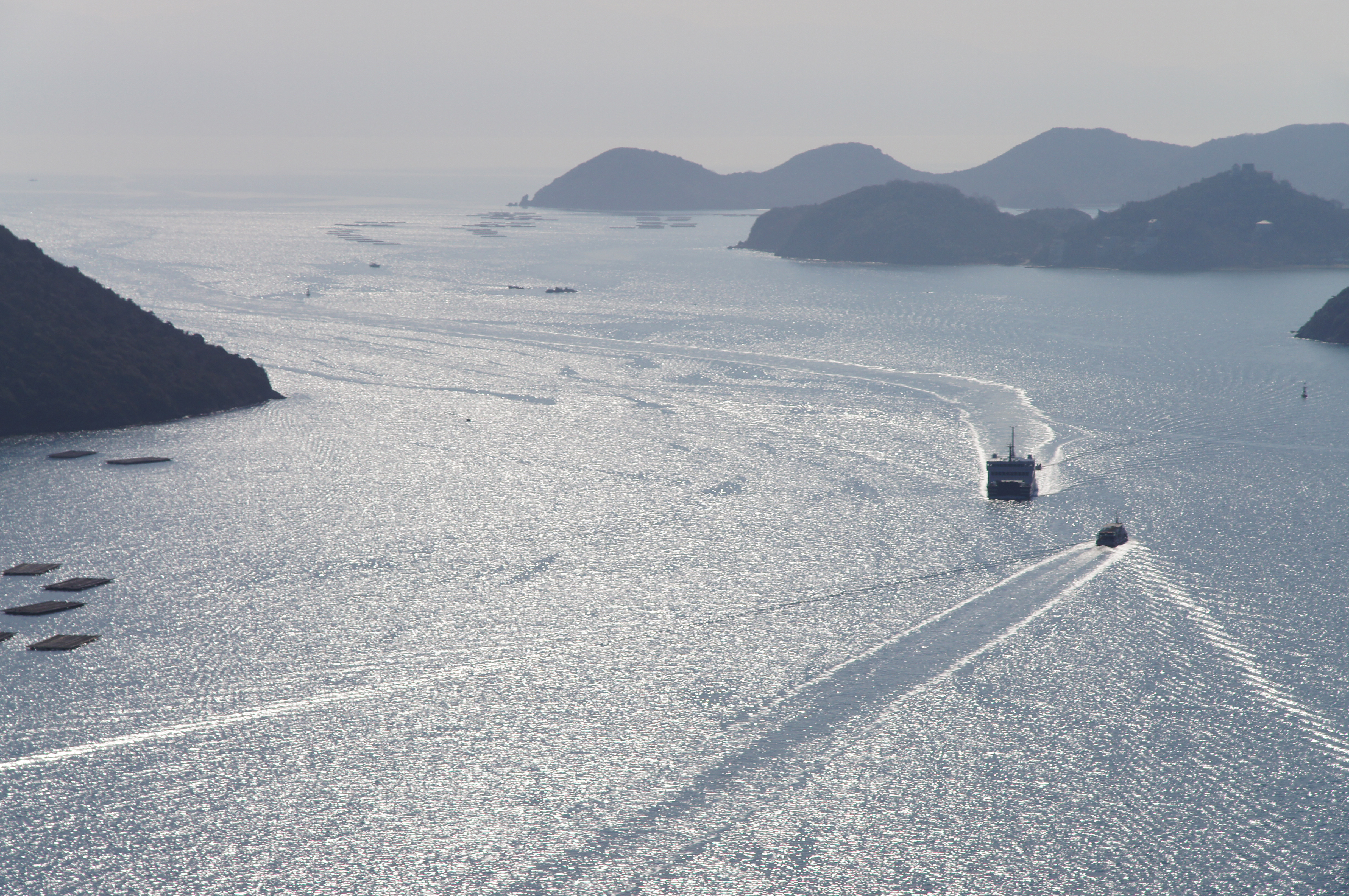
日生港のみなとの見える丘公園から望む日生諸島

日生諸島（ひなせしょとう）は、瀬戸内海の諸島。岡山県東部および一部は兵庫県南西部に位置する。

## 概要

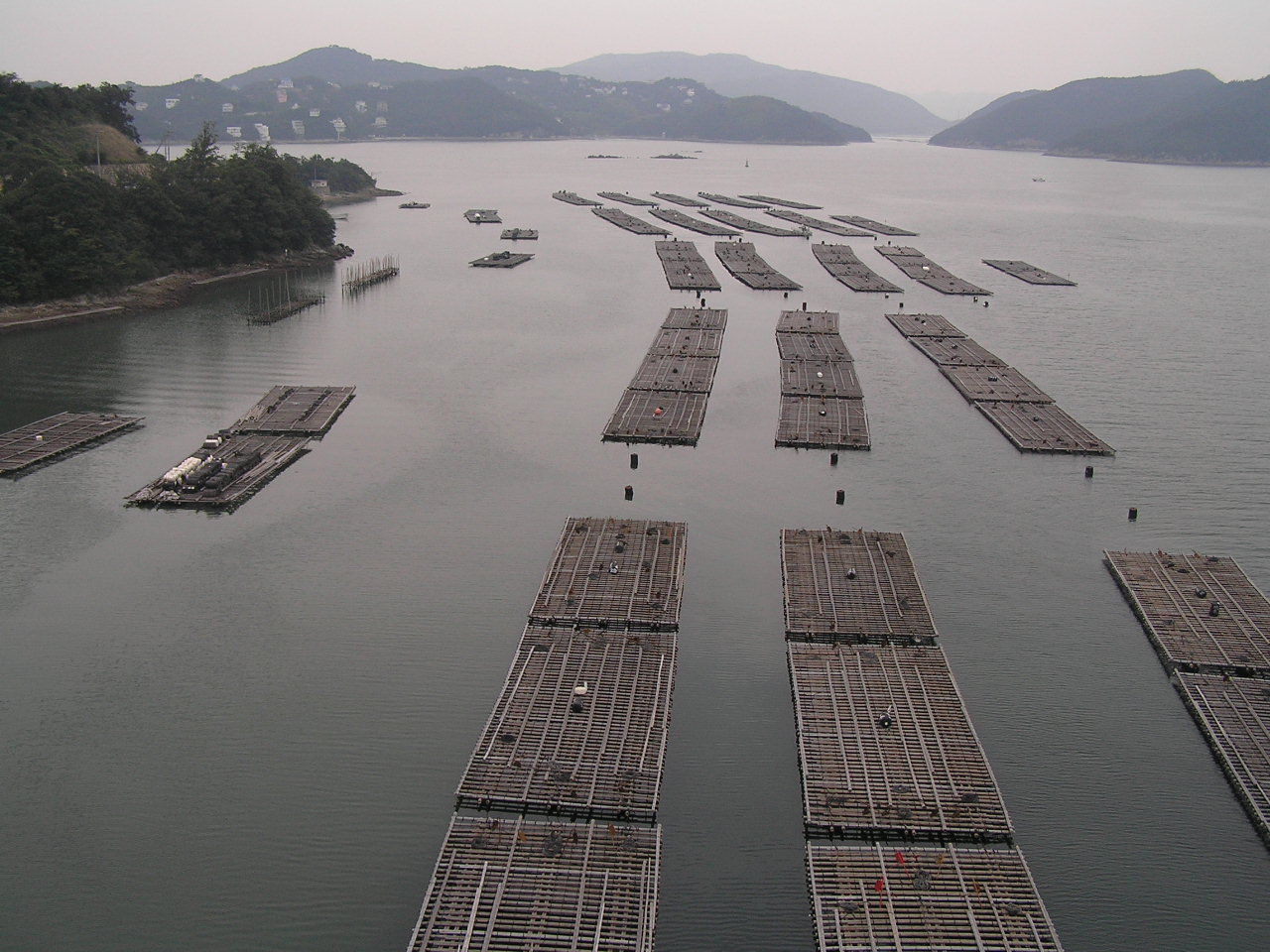
カキの養殖が盛ん

日生諸島は、日生町南方沖の約14の島から構成される。曽島、鴻島、長島、鹿久居島、頭島、鶴島、首切島、明神島、鴎島、猿子島などの小島、大多府島、取揚島などがある。このうち長島は日生諸島に含める場合と含めない場合がある。一帯は瀬戸内海国立公園に指定されている。
行政上は、岡山県備前市日生町、瀬戸内市邑久町、兵庫県赤穂市に属している。海産資源が豊富で、カキの養殖も盛んである。

## 島のリスト
| 島名              | よみ                | 位置                                      | 面積 (km2)  | 周囲 (km) | 人口   | 人口   | 人口   |
| 島名              | よみ                | 位置                                      | 面積 (km2)  | 周囲 (km) | 1970年 | 1975年 | 2000年 |
| ----------------- | ------------------- | ----------------------------------------- | ----------- | --------- | ------ | ------ | ------ |
| 頭島              | かしら-じま         | 北緯34.701771度分秒 東経134.286983度分秒  | 00.54 00.60 | 04.0      | 0897   | 0813   | 0468   |
| 大多府島          | おおたぶ-じま       | 北緯34.683617度分秒 東経134.299750度分秒  | 00.44 00.40 | 05.0      | 0346   | 0339   | 0131   |
| 鹿久居島          | かくい-じま         | 北緯34.7160427度分秒 東経134.288077度分秒 | 09.86 10.17 | 28.0      | 0053   | 0037   | 0016   |
| 鴻島              | こう-じま           | 北緯34.703200度分秒 東経134.260998度分秒  | 01.98 02.09 | 12.0      | 0145   | 0082   | 0041   |
| 鶴島              | つる-しま つる-じま | 北緯34.696144度分秒 東経134.321680度分秒  | 00.25 00.10 | 02.1      | 0004   | 0005   | 0000   |
| 曽島              | そ-しま             | 北緯34.710962度分秒 東経134.258938度分秒  | 00.74 00.83 | 04.5      | 無人   | 無人   | 無人   |
| 首切島 見付島     |                     | 北緯34.704082度分秒 東経134.310350度分秒  | 00.0038     | 00.2      | 無人   | 無人   |        |
| 取揚島            | とりあげ-じま       | 北緯34.720072度分秒 東経134.381783度分秒  | 00.003      | 00.3      | 無人   | 無人   |        |
| 猿子島 さるこ島   |                     | 北緯34.707363度分秒 東経134.332001度分秒  | 00.0024     | 00.2      | 無人   | 無人   |        |
| 鷗島 かもめ島     |                     | 北緯34.699090度分秒 東経134.317968度分秒  | 00.007      | 00.3      | 無人   | 無人   |        |
| 明神島            |                     | 北緯34.700095度分秒 東経134.316015度分秒  | 00.003      | 00.2      | 無人   | 無人   |        |
| 小剣島 おつるぎ島 |                     | 北緯34.692174度分秒 東経134.320757度分秒  | 00.0067     | 00.3      | 無人   | 無人   |        |
| 小島 にちごえ小島 |                     | 北緯34.690877度分秒 東経134.253294度分秒  | 00.004      | 00.2      | 無人   | 無人   |        |
| 長島              | なが-しま           | 北緯34.681535度分秒 東経134.251921度分秒  | 03.24 03.52 | 16.0      | 2389   | 2036   | 1077   |

### 空撮画像

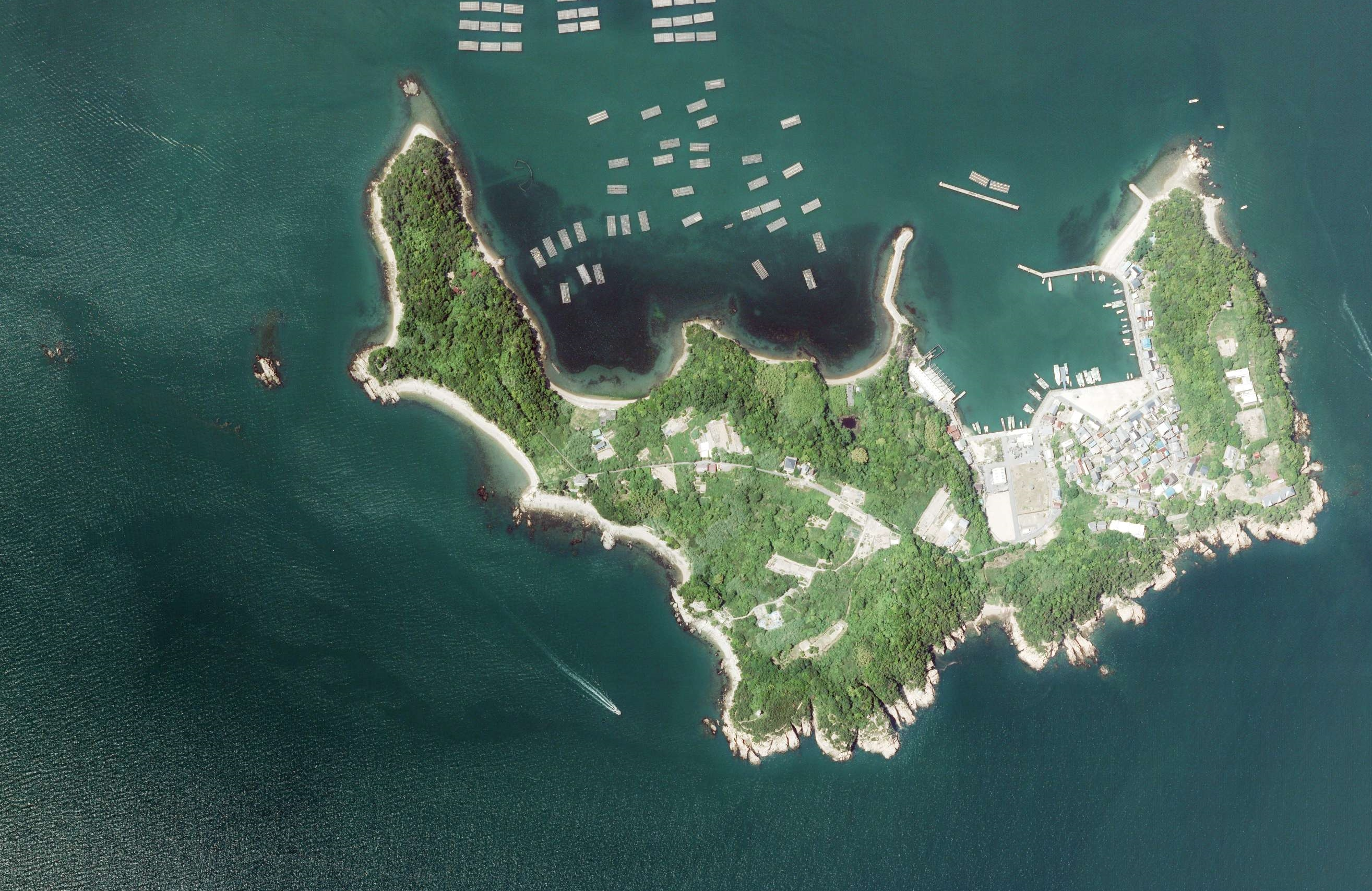
大多府島
鹿久居島
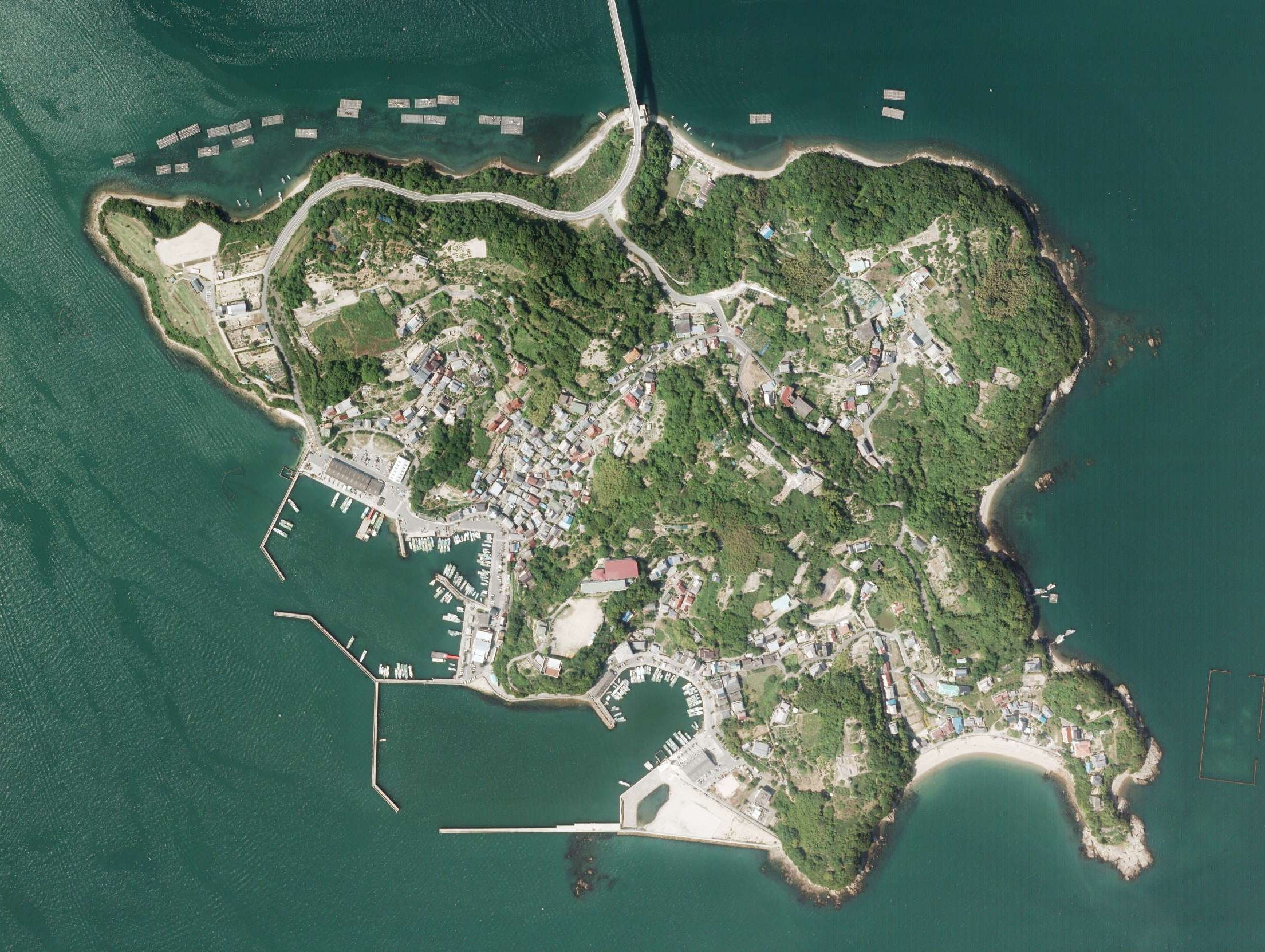
頭島
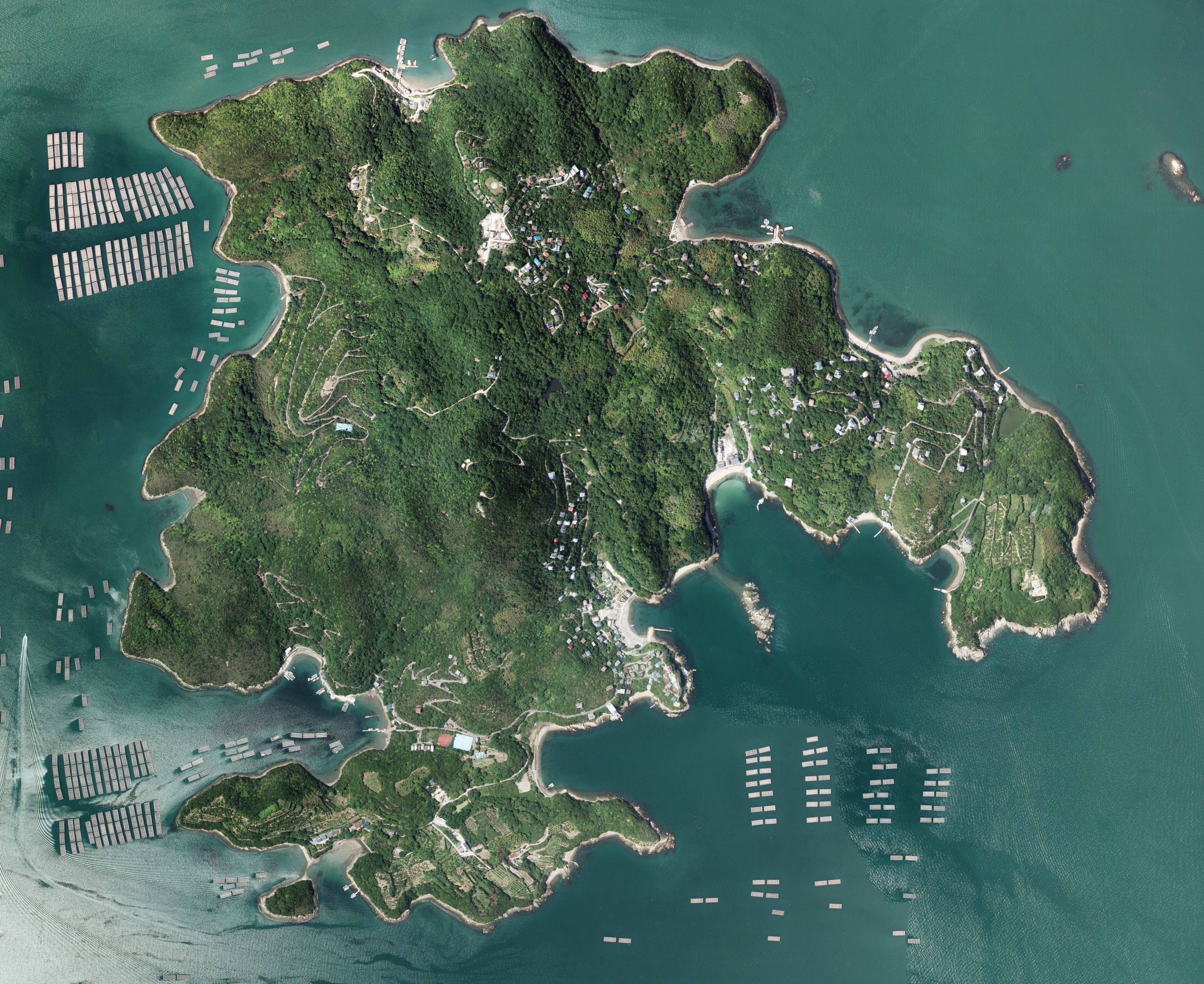
鴻島
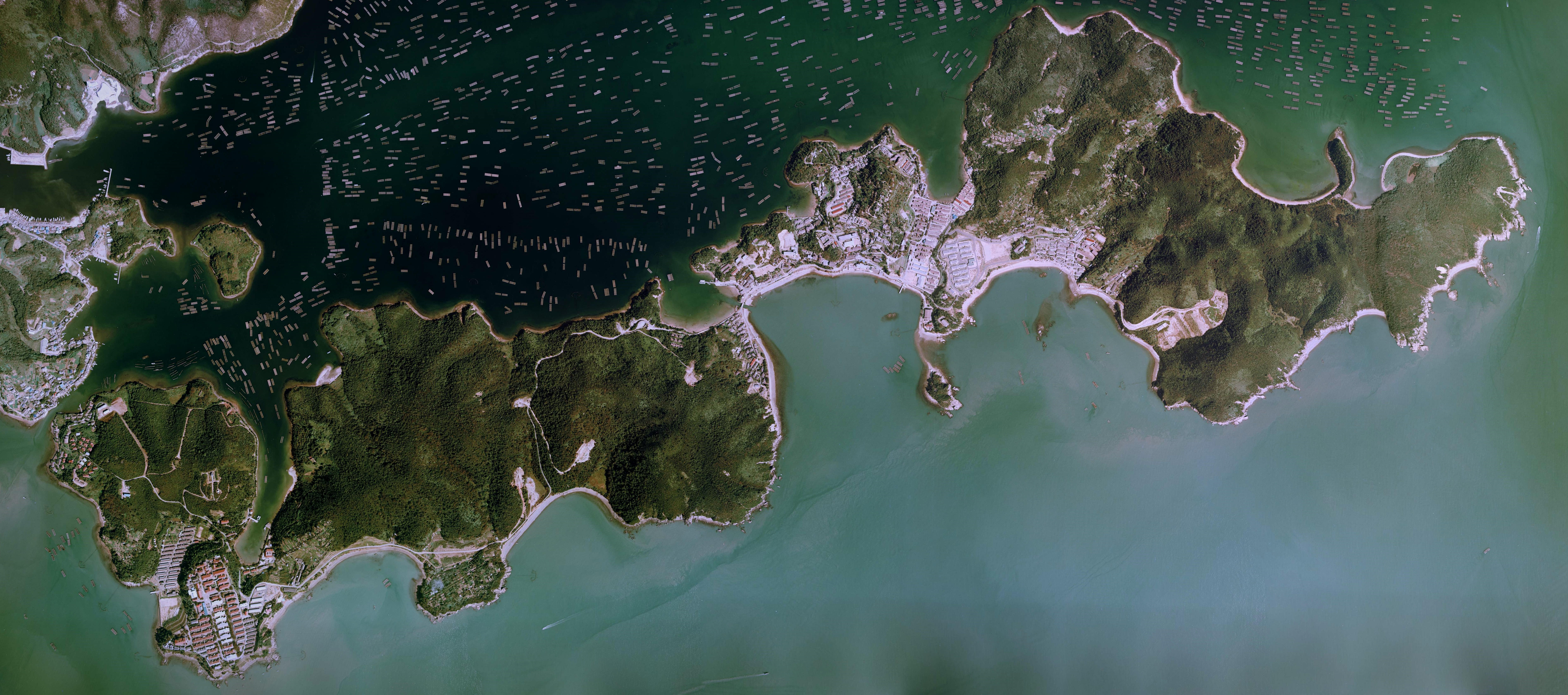
長島
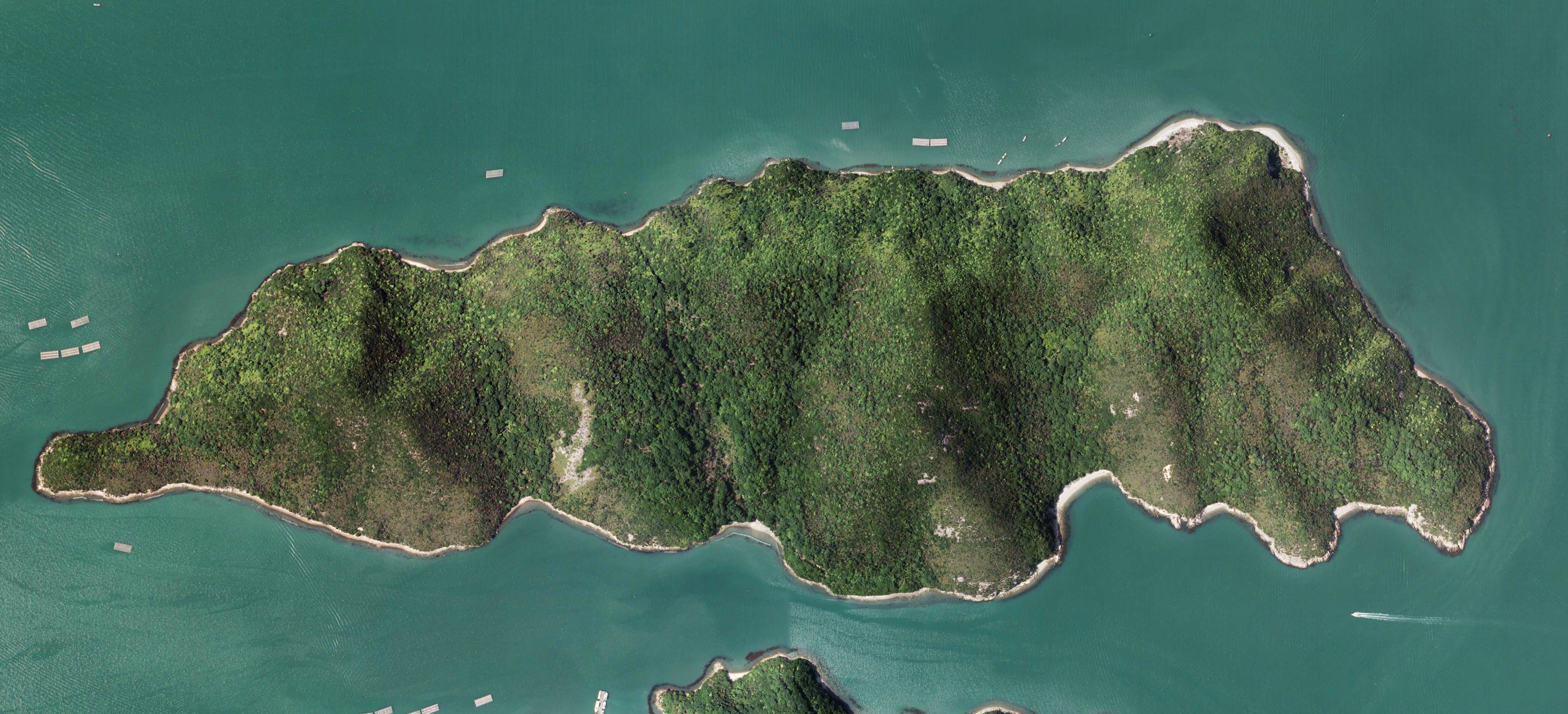
曽島
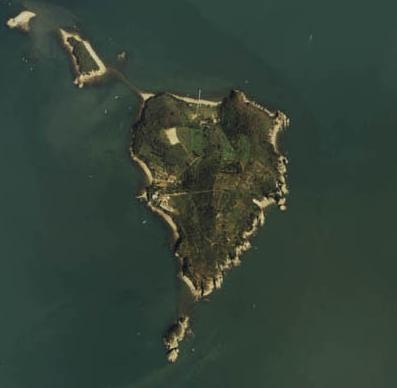
鶴島
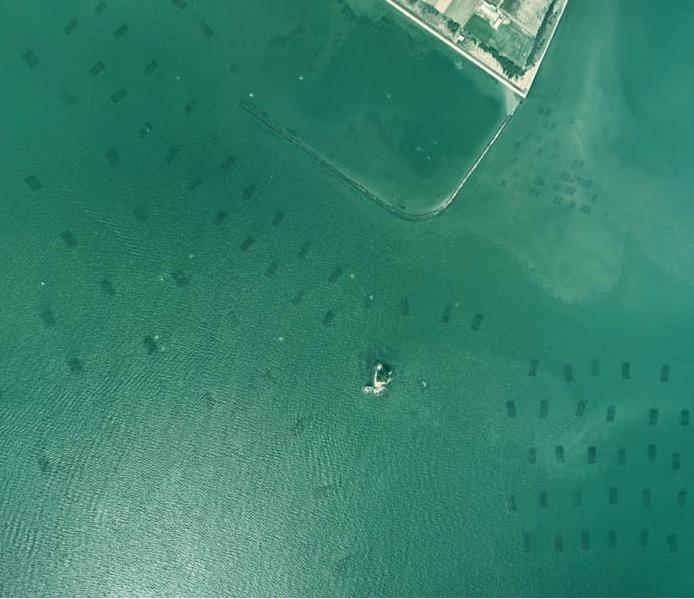
取揚島

### 地誌
日生の海岸線は沈降性海岸の特徴を明瞭に示しており、山の斜面がそのまま海まで落ち込んでいる。日生諸島の島々では、切り立った険しい海食崖と海蝕洞があちこちにある。
鹿久居島は面積10.17平方キロメートルと岡山県内の島のなかでは最大で、日生諸島のなかでは最も北にある。本州本土とのあいだの海峡は「うちわだの瀬戸」と呼ばれている。流紋岩でできた島で、ほとんどが山地で平地はわずかしかない。島内からは、縄文時代晩期の土器・青磁器片や平安時代以降のさまざまな産地の陶片などが出土しており、往古は「鹿久居千軒」と呼ばれる漁民の集住地があったと言うが、やがて無人となったという。近世には岡山藩が鹿狩りや馬牧、流刑地に利用、島名は、島内にシカが多かったことに由来すると伝わる。1947年（昭和22年）に52世帯が入植し、畑作が試みられたが、昭和30年代までに多くが離島した。残った者は観光客向けのミカン栽培に転向し、近年は「古代体験」を売りにした観光施設が運営され、竪穴建物や高床建物を再現して宿泊客をあつめている。島の東南端には鵜石鼻灯台がある。かつて中国電力が原子力発電所の建設を計画したことがある。2015年（平成27年）4月に本土（日生）と鹿久居島を結ぶ「備前♡日生大橋」が完成し、本土と道路で結ばれた。
曽島は鹿久居島の西隣りに位置し、面積0.83平方キロメートル。島は全体が流紋岩でできており、最頂部は標高118メートル。本州本土とのあいだの海峡は「うずあいの瀬戸」または「うづ合いの瀬戸」と呼ばれている。平地はなく、太平洋戦争後に入植の試みもあったが、1953年（昭和28年）までに無人となった。斜面は鴻島の島民がミカン畑として利用している。

## 位置関係
鴻島の至近には長島があり、日生諸島に含まれるとされる。こちらは旧邑久郡であり、旧和気郡に属していた日生諸島には入らないともされる。なお、日生諸島の定期船を運航する大生汽船は、長島へ行く定期船を運航していない。

## 主な島
2006年現在、居住者がいるのは頭島、大多府島、鹿久居島、鴻島、長島の5島である。

### 有人島
- 大多府島：古くから風待ちの港町として栄えた島。
- 頭島：ペンションや民宿が多い。頭島大橋で鹿久居島と接続されている。
- 鴻島: リゾート開発が盛んな観光の島。
- 長島：国立療養所長島愛生園がある。

### 無人島
- 首切島：重罪犯の処刑場があった。
- 鶴島：浦上四番崩れによるキリスト教徒殉教の島。
- 取揚島：岡山県と兵庫県の境界にまたがり、島内に県境が通っている。

## 歴史

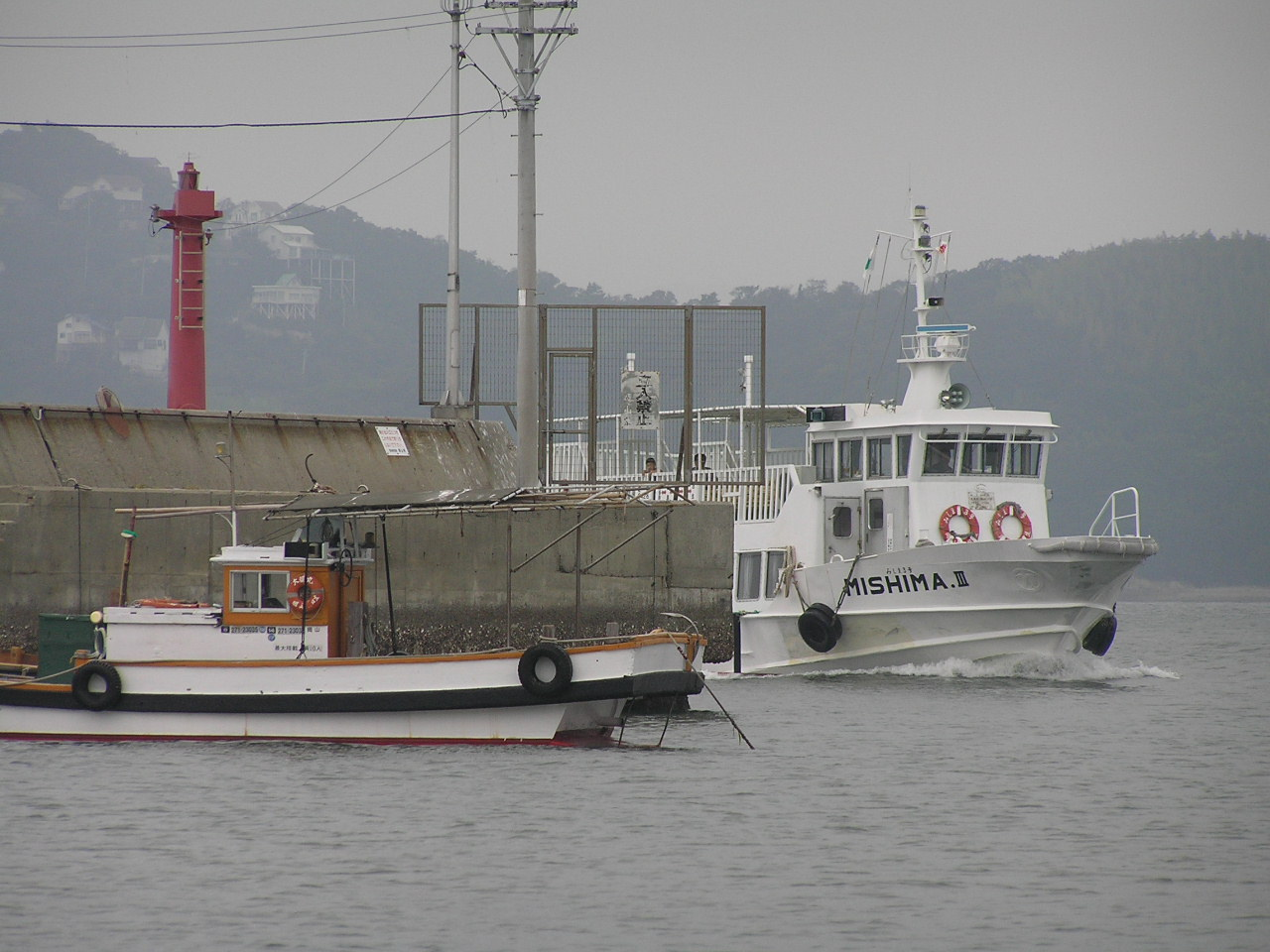
大生汽船MISHIMA.Ⅲと頭島港

## 諸島への交通
日生港より大生汽船による定期旅客船が出ている。フェリーはチャーターのみである。
また2004年（平成16年）11月に鹿久居島と頭島を結ぶ「頭島大橋」が、2015年（平成27年）4月に本土（日生）と鹿久居島を結ぶ「備前♡日生大橋」が完成し、本土と鹿久居島・頭島が橋で結ばれた。

### 書誌情報
- 『岡山県大百科事典』上巻・下巻、岡山県大百科事典編集委員会・山陽新聞社出版局：編、山陽新聞社、1980年。

- 『日本歴史地名大系 34 岡山県の地名』、平凡社地方資料センター：編、平凡社、1988年。

- 『角川日本地名大辞典 33 岡山県』、「角川日本地名大辞典」編纂委員会・竹内理三：編、角川書店、1989年。

- 『日本の島ガイド SHIMADAS』、財団法人日本離島センター：編 、日本離島センター、2005年（第2版第3刷）。ISBN 4-931230-22-9